# Anthophiura
Anthophiura is een geslacht van slangsterren uit de familie Ophiuridae.

## Soorten
- Anthophiura axiologa H.L. Clark, 1911
- Anthophiura challengeri Fasmer, 1930
- Anthophiura dilatata Tommasi, 1976
- Anthophiura granulata (H.L. Clark, 1939)
- Anthophiura ingolfi Fasmer, 1930
- Anthophiura nixastrum (Litvinova, 1981)